# Суматренска синя мухоловка
Суматренската синя мухоловка (Cyornis ruckii) е вид птица от семейство Muscicapidae. Видът е критично застрашен от изчезване.

## Разпространение и местообитание
Разпространен е в Индонезия.